# Mano Changes
Diogo Paz Bier, conhecido pelo seu nome artístico Mano Changes (Porto Alegre, 12 de outubro de 1975) é um cantor, rapper, compositor, político e apresentador brasileiro. Ele é conhecido pelo público gaúcho por ser líder e vocalista da banda de rock gaúcha Comunidade Nin-Jitsu, foi eleito duas vezes deputado estadual no Rio Grande do Sul. Em 2015, foi um dos apresentadores do programa Grenalizando, no SBT RS.

## Biografia

### História
Diogo Paz Bier nasceu em 12 de outubro de 1975 em Porto Alegre, filho do também politico Claudio Affonso Amoretti Bier diretor da Masal S.A , Indústria e Comércio e Rejane Paz Bier, Ex-presidente da Liga Feminina de Combate ao Câncer no RS. Começou a Cursar o Ensino Médio no Colégio Anchieta (Porto Alegre), e mais tarde, frequentou as aulas da faculdade de Engenharia Mecânica da Universidade Federal do Rio Grande do Sul (UFRGS) e de Direito da Pontifícia Universidade Católica do Rio Grande do Sul (PUC-RS), cursos que não concluiu. Em 1995 iniciou sua carreira como músico e compositor no mesmo ano tornou se vocalista e fundador da banda Comunidade Nin-Jitsu Entre 1998 a 2006 trabalhou como Diretor na Masal S/A.

### Trajetória política
Decidiu concorrer a deputado estadual em 2006 e 2010 pelo Partido Progressista. Elegeu-se duas vezes, obtendo mais de 42 mil votos em ambas. Mano exerceu a atividade de músico da Comunidade Nin-Jitsu paralelamente ao seu mandato como parlamentar, onde lançou projetos de lei relacionados a música, foi presidente da Comissão do Mercosul e também da Escola do Legislativo, onde coordenou o Projeto Deputado Por Um Dia, que trouxe estudantes para conhecer a Assembleia. Se candidatou em duas eleições seguintes, para deputado federal pelo Partido Verde Em 2018, e novamente como estadual em 2022 pelo PSDB, mas não foi eleito.
Em 2008, foi candidato a vice-prefeito de Porto Alegre, na chapa encabeçada por Onyx Lorenzoni (DEM).

### Economia Criativa
Mano é sócio de dois projetos voltados à economia criativa: A Comunidade Ninjitsu, banda com 23 anos de estrada que já se apresentou para um público somado de mais de 3 milhões de pessoas e também é apresentador do programa de TV e Internet Grenalizando voltado ao futebol com ênfase na dupla Grenal em 2015, no SBT.

## Discografia

### Com aComunidade Nin-Jitsu
Álbuns de estúdio
- 1999 - Broncas Legais
- 2001 - Maicou Douglas Syndrome
- 2003 - Aproveite Agora!
- 2005 - Comunidade no Baile
- 2008 - Atividade Na Laje

Álbuns ao vivo
- 2000 - Comunidade Nin-Jitsu Ao Vivo
- 2013 - Ao vivo no Opinião

DVDs
- 2013 -  Ao Vivo no Opinião